# مغازه عتیقه‌فروشی (فیلم ۱۹۳۴)
مغازه عتیقه‌فروشی (انگلیسی: The Old Curiosity Shop) فیلمی در ژانر درام است که در سال ۱۹۳۴ منتشر شد.